# Castillo de Santa Cruz (La Guardia)
El castillo de Santa Cruz es una fortificación situada en la localidad de La Guardia, provincia de Pontevedra, Galicia, España. Está realizada en piedra y forma parte del conjunto de fortalezas transfronterizas del bajo Miño. Fue utilizado como bastión defensivo con motivo de la Guerra de Restauración portuguesa que enfrentó a España con Portugal y terminó con la firma del Tratado de Lisboa (1668).

## Historia

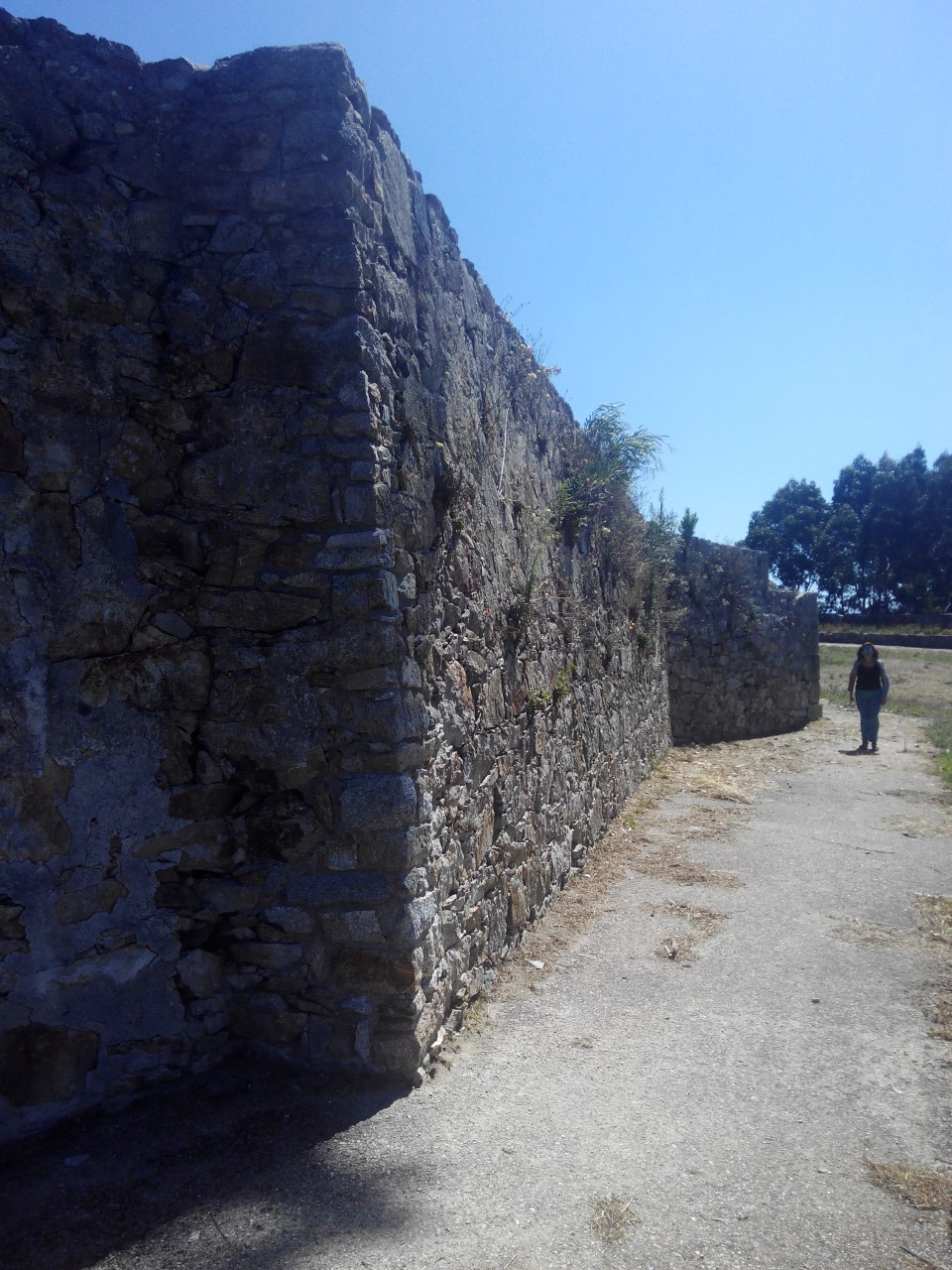
Lienzo interior de la muralla.

El castillo se terminó de construir con celeridad por las fuerzas españolas durante la Guerra de Restauración portuguesa (1640-1668) para evitar el avance portugués, utilizando entre otros materiales piedras procedentes de la muralla medieval de la ciudad, fue terminado alrededor de 1664. No obstante fue ocupado en el año 1665 por el ejército portugués, el cual dirigido por João Manso sitió la fortaleza y colocó una serie de minas para abrir brechas en la muralla, logrando la rendición de sus ocupantes después de 8 días de asedio. El fuerte estaba defendido por un tercio de 500 hombres apoyados por 400 vecinos y milicianos. La ocupación portuguesa se extendió hasta 1668, en que fue desalojado por el ejército en cumplimiento del tratado de Lisboa, firmado en ese año, que establecía el cauce del Río Miño como frontera entre ambos países.
Tras caer en desuso y sufrir abandono, pasó a manos privadas en el siglo XIX, siendo destinado a diferentes usos, entre ellos fábrica de embutidos y cerámica. En el año 1995 el recinto fue declarado bien de interés cultural y su titularidad pasó al municipio de La Guardia. Tras ser sometido a un proceso de restauración, fue abierto al público en el año 2013. En la explanada de la fortaleza se ha pretendido crear un jardín botánico, si bien esta iniciativa no ha terminado de ejecutarse, existiendo únicamente algunos árboles, muchos en mal estado, y sin apenas identificación taxonómica.

## Descripción

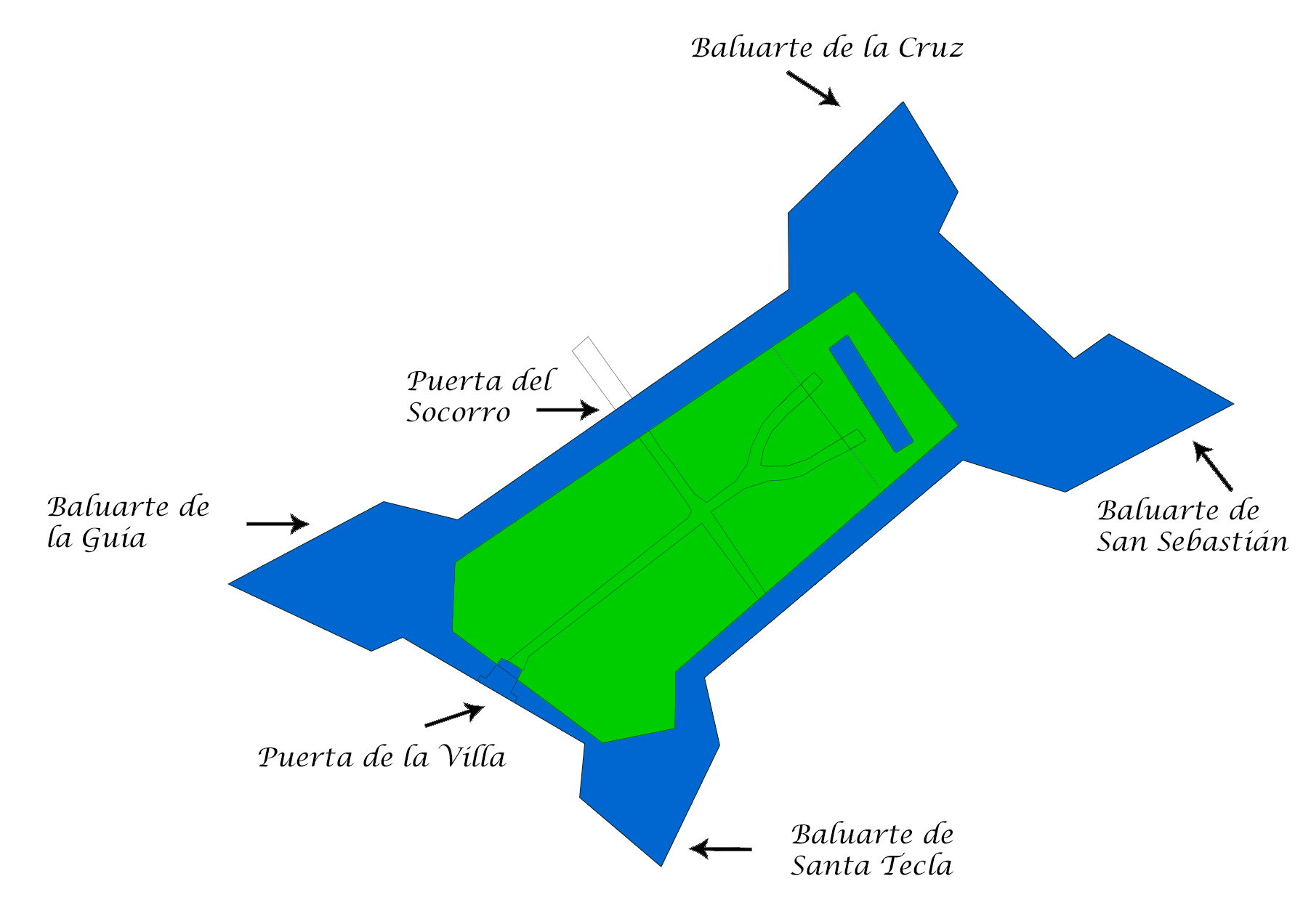
Croquis con la ubicación de las puertas y baluartes.

El recinto se ubica sobre una colina rocosa a una altitud de 73 metros sobre el nivel del mar y corta distancia de la costa, en dirección La Guardia-Bayona. El acceso puede realizarse a través de la Puerta de la Villa o de la Puerta del Socorro. Tiene forma trapezoidal y consta de una muralla rodeada por un foso y cuatro baluartes situados en los vértices: Baluarte de la Cruz, Baluarte de San Sebastián, Baluarte de Santa Tecla y Baluarte de la Guía. En estos baluartes existen diferentes garitas de planta circular realizadas con sillería y con cubierta en forma de bóveda. El foso es más o menos perceptible debido a la utilización posterior del terreno con fines agrícolas. El interior se encuentra ajardinado y contiene varias especies de árboles, destacando entre ellos los camelios y eucaliptos. En una edificación construida exprofeso en la explanada interior, se ha abierto al público un centro de interpretación de las fortalezas transfronterizas del Bajo Miño, que solo abre los fines de semana.

## Galería de imágenes

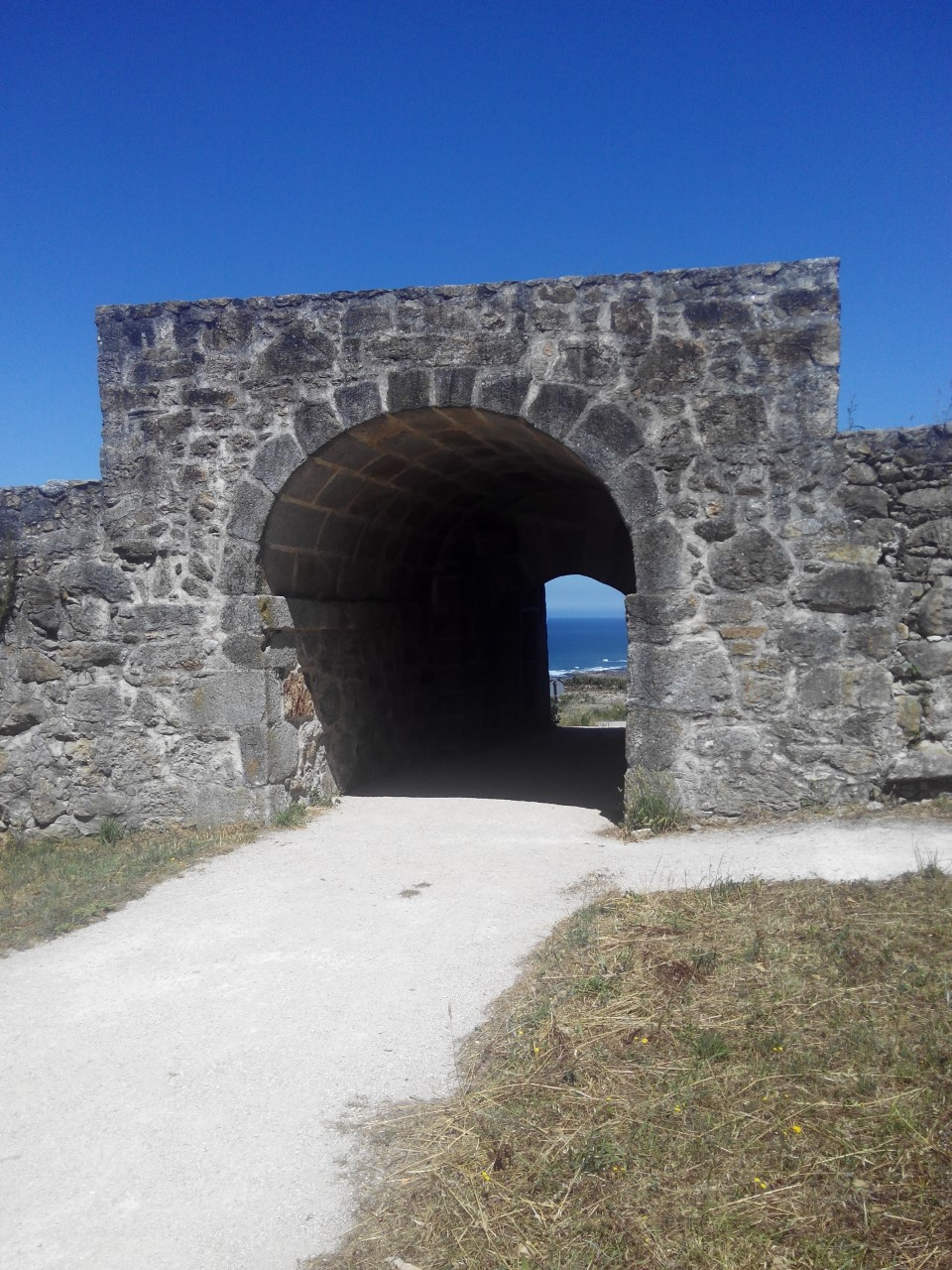
Puerta del Socorro.
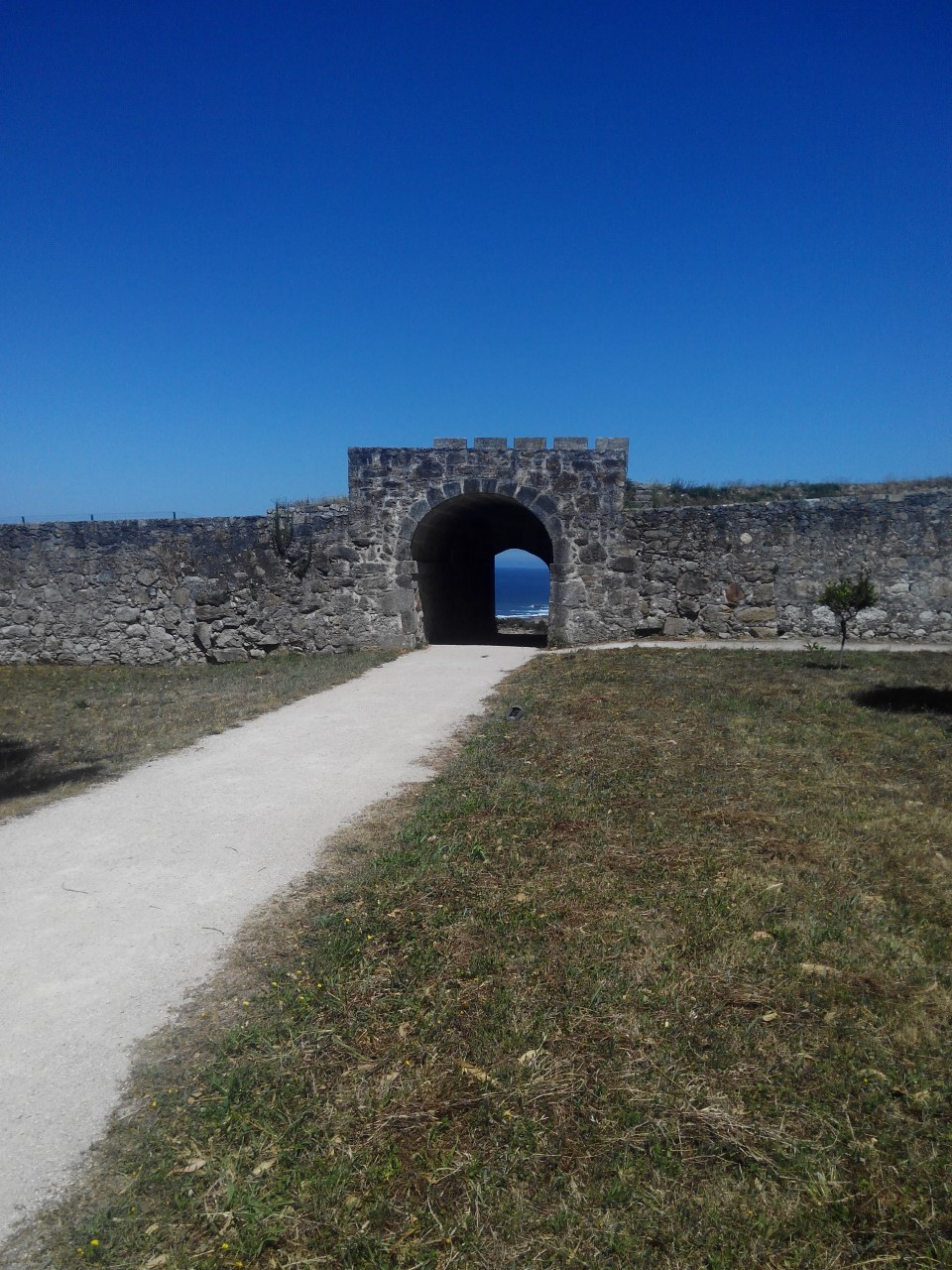
Explanada del interior; al fondo, la puerta del Socorro.
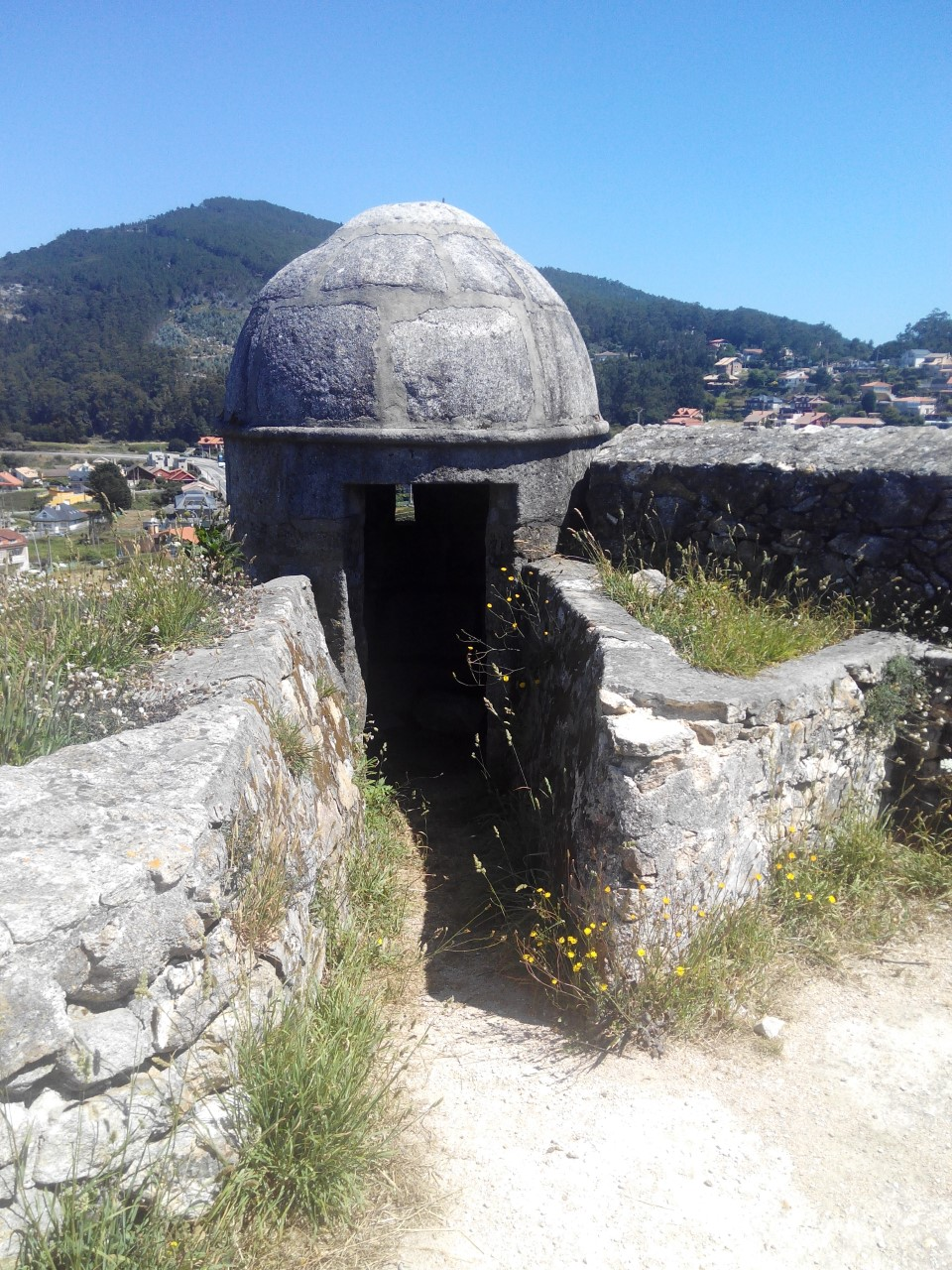
Garita de vigilancia ubicada en uno de los baluartes.